# Gonzar (La Coruña)
Gonzar (llamada oficialmente Santa María de Gonzar) es una parroquia española del municipio de El Pino, en la provincia de La Coruña, Galicia.

## Entidades de población
Entidades de población que forman parte de la parroquia:
- Bugalleira (A Bugalleira)
- Amarelle
- Cabanelas
- Castriños (Os Castriños)
- Pumar (O Pumar)
- Vilar (O Vilar)
- Rabal de Abaixo
- San Andrés (Santo André)
- San Gregorio
- Carballiño (O Carballiño)
- A Iglesia (A Igrexa)
- Lameiro (O Lameiro)
- Rabal de Arriba
- Castelo
- A Ponte Puñide

## Despoblado
- Arnela (A Arnela)

## Demografía
| Gráfica de evolución demográfica de Gonzar entre 2000 y 2019 |
|                                                              |
| Datos según el nomenclátor publicado por el INE.             |